# Гарзни-ховла
Гарзни-ховла (чечен. Гарзни хьовла) — традиционное национальное блюдо чеченцев, халва. В её состав входят пшеничная мука, куриные яйца, грецкие орехи, конфеты (карамель), сахар, вода и растительное масло. Халву готовят практически на все праздники чеченцев.

## Описание
Для приготовления халвы взбивают яйца. Без воды на яйцах замешивают тесто. Тесту придают плоскую тонкую форму и разрезают на полоски в виде лапши. Лапшу недолго жарят в большом количестве масла. Как только она приобретает золотистый цвет, её вынимают. Очищают орехи и сушат в духовке.
Для сиропа в воде топят карамель и сахар, подогревая на огне. Сироп помешивают деревянной ложкой. Далее лапшу и орехи поливают горячим сиропом и перемешивают. Влажными руками придают халве форму прямоугольника и подают разрезанные кусочки.